# یواس‌اس گلدزبرو (دی‌دی‌جی-۲۰)
یواس‌اس گلدزبرو (دی‌دی‌جی-۲۰) (به انگلیسی: USS Goldsborough (DDG-20)) یک کشتی بود که طول آن ۴۳۷ فوت (۱۳۳ متر) بود. این کشتی در سال ۱۹۶۱ ساخته شد.